# Eleccions regionals de Sardenya de 2009
Les eleccions regionals per a renovar el Consell Regional de Sardenya i per a escollir el president de Sardenya se celebraren a dues voltes el 15 i el 16 de febrer de 2009, celebrades anticipadament per la dimissió del president Renato Soru. Els resultats foren:
| Candidats                               | vots    | %     | Elegits | Escons | Partits                              | vots    | %     | Elegits | Escons | dif.2004 |
| --------------------------------------- | ------- | ----- | ------- | ------ | ------------------------------------ | ------- | ----- | ------- | ------ | -------- |
| Ugo Cappellacci (Poble de la Llibertat) | 502.084 | 51,9  | 9       | 53     | Poble de la Llibertat                | 246.369 | 30,2  | 25      | 31     | +12      |
| Ugo Cappellacci (Poble de la Llibertat) | 502.084 | 51,9  | 9       | 53     | Unió de Centre                       | 73.760  | 9,0   | 7       | 8      | +1       |
| Ugo Cappellacci (Poble de la Llibertat) | 502.084 | 51,9  | 9       | 53     | Riformatori Sardi                    | 55.404  | 6,8   | 5       | 6      | +2       |
| Ugo Cappellacci (Poble de la Llibertat) | 502.084 | 51,9  | 9       | 53     | Partit Sard d'Acció                  | 34.990  | 4,3   | 4       | 5      | +3       |
| Ugo Cappellacci (Poble de la Llibertat) | 502.084 | 51,9  | 9       | 53     | Sardegna Unita                       | 28.450  | 3,5   | 2       | 2      | =        |
| Ugo Cappellacci (Poble de la Llibertat) | 502.084 | 51,9  | 9       | 53     | Insieme per le Autonomie             | 18.376  | 2,3   | 1       | 1      | +1       |
| Renato Soru (Soru Presidente) ►sortint  | 415.600 | 42,9  | 1       | 27     | Partito Democratico                  | 202.067 | 24,8  | 18      | 19     | -20      |
| Renato Soru (Soru Presidente) ►sortint  | 415.600 | 42,9  | 1       | 27     | Itàlia dels Valors                   | 41.138  | 5,0   | 3       | 3      | +2       |
| Renato Soru (Soru Presidente) ►sortint  | 415.600 | 42,9  | 1       | 27     | Rifondazione Comunista               | 25.778  | 3,2   | 2       | 2      | -4       |
| Renato Soru (Soru Presidente) ►sortint  | 415.600 | 42,9  | 1       | 27     | Rossomori                            | 20.769  | 2,5   | 1       | 1      | +1       |
| Renato Soru (Soru Presidente) ►sortint  | 415.600 | 42,9  | 1       | 27     | Partit dels Comunistes Italians      | 15.597  | 1,9   | 1       | 1      | =        |
| Renato Soru (Soru Presidente) ►sortint  | 415.600 | 42,9  | 1       | 27     | La Sinistra per la Sardegna          | 13.391  | 1,6   | 1       | 1      | +1       |
| Gavino Sale                             | 29.640  | 3,1   | -       | -      | Indipendèntzia Repùbrica de Sardigna | 16.868  | 2,1   | -       | -      | -        |
| Peppino Balia                           | 15.037  | 1,6   | -       | -      | Partito Socialista                   | 19.044  | 2,3   | -       | -      | -4       |
| Gianfranco Sollai                       | 5.316   | 0,6   | -       | -      | Unidade Indipendentista              | 3.666   | 0,5   | -       | -      | -        |
| Total                                   | 967.677 | 100,0 | 10      | 80     |                                      | 815.667 | 100,0 | 70      | 80     | -5       |